# Rimbey
Rimbey es un pueblo canadiense situado en la provincia de Alberta.

## Superficie
Rimbey tiene una superficie de 11,38 km².

## Demografía
En 2021, tenía 2470 habitantes, una densidad poblacional de 217,1 hab./km², y 1180 viviendas.